# María Esther Biscayart de Tello

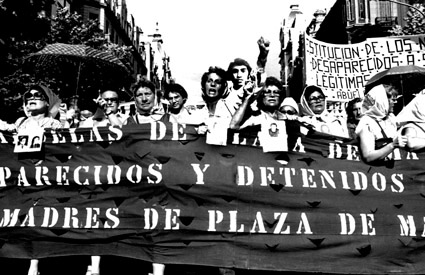
Cuarta Marcha de la Resistencia, diciembre de 1984

María Esther Biscayart de Tello (La Plata, Buenos Aires, 31 de agosto de 1930, La Plata, 1 de abril de 2015) fue una activa defensora de los Derechos Humanos, militante e integrante de la Madres de Plaza de Mayo Línea Fundadora. Sus tres hijos fueron detenidos desaparecidos por la última dictadura cívico militar de Argentina.

## Biografía
Se había formado en escuelas rurales y como trabajadora social del Departamento de Extensión Universitaria y ejerció la docencia en su ciudad natal. En los años 50 fue integrante del grupo anarquista Voluntad junto con Pablo Tello quién fue después su compañero y padre de sus tres hijos.
En 1976 se exilió en Francia e inició una campaña de denuncias de la persecución política y los crímenes de la dictadura en Argentina. En París, María Esther no dejó de acudir a la embajada argentina cada jueves para presentar sus reclamos. Presentó denuncias ante Amnistía Internacional y la Justicia francesa y también buscó ayuda en personalidades del cine y del arte.
Al volver al país en 1984, María Esther se integró a la agrupación Madres de Plaza de Mayo Línea Fundadora, una de cuyos ejes de trabajo era impulsar el juicio a los represores. Regresó a Francia luego de la sanción de las leyes de Punto Final, en 1986 y Obediencia Debida en 1987 que de alguna manera garantizaban la impunidad de los genocidas.
En 2009, María Esther se instaló definitivamente en La Plata. Ese mismo año declaró en el primer juicio por los crímenes del circuito represivo Atlético-Banco-Olimpo.
En diciembre de 2014 participó del Primer Encuentro Nacional contra la Impunidad y la Represión, que fue impulsado por decenas de organizaciones de todo el país, donde junto a una delegación de la Asamblea de Mexicanos en Argentina, exigió la aparición de los 43 normalistas desaparecidos en Iguala.

## Tres hijos desaparecidos
Pablo, Marcelo y Rafael Tello, los tres eran militantes de RL.  Su sobrino, Eduardo Daniel Pereyra Rossi también fue secuestrado junto a Osvaldo Cambiasso en Rosario y asesinado por un grupo al mando del represor Luis Patti.
- Marcelo Rodolfo Tello Biscayart (n. 31 de agosto de 1950, La Plata, detenido desaparecido el 9 de marzo de 1976, Córdoba),[6] Fue secuestrado en su domicilio, en horas de la mañana. Permanece desaparecido.[7]
- Pablo Daniel Tello Biscayart (n. 25 de abril de 1949, La Plata, detenido desaparecido 31 de mayo de 1978, Tigre) trabajaba como carpintero en Astillero Quarton (José Martí y A. Del Valle, Tigre).[8] Secuestrado en su lugar de trabajo, a primeras horas de la tarde. Según testimonios de ex detenidos, estuvo en "El Banco" y "La Cacha". Permanece desaparecido.[7]

Su cónyuge, María del Carmen Rezzano fue privada en forma ilegal de su libertad el mismo día, en su domicilio, situado en  Olivos, provincia de Buenos Aires y conducida a "El Banco", hasta que fue liberada en la localidad de Banfield, provincia de Buenos Aires, el 16 de junio de 1978.
- Rafael Arnaldo Tello Biscayart (n. 13 de abril de 1952, La Plata, detenido desaparecido 31 de mayo de 1978, Tigre) casado con Mariana Patricia Arcondo de Tello.[10] Trabajaba junto a su hermano Pablo como carpintero en Astillero Quarton.[11] Secuestrado en su lugar de trabajo, a primeras horas de la tarde. Según testimonios de ex detenidos, estuvo en "El Banco" y "La Cacha". Permanece desaparecido.[7]